# Julius Chigbolu
Julius Chigbolu (Julius Obiefuna Chigbolu, né le 19 février 1929) est un athlète nigérian, spécialiste du saut en hauteur.
Il est finaliste des Jeux olympiques à Melbourne en 1956 et 5e lors des Jeux du Commonwealth à Cardiff en 1958. Son record est de 2,057 m obtenu le 14 avril 1956 à Lagos. C'est le grand-père de l'Italienne Maria Benedicta Chigbolu.